# Geher-Länderkampf der Männer 1941 Deutschland – Schweden
| 1. Leichtathletik-Länderkampf mit deutscher Beteiligung 1941 | 1. Leichtathletik-Länderkampf mit deutscher Beteiligung 1941 |               |
| ------------------------------------------------------------ | ------------------------------------------------------------ | ------------- |
|                                                              |                                                              |               |
| Geher-Vergleich der Männer: Deutschland – Schweden           |                                                              |               |
| Austragungsort                                               | Berlin                                                       |               |
| Wettbewerbe                                                  | 2                                                            |               |
| Datum                                                        | 25. Mai                                                      |               |
| 1. SWE 2. GER                                                | 25 Punkte 19 Punkte                                          |               |
| Chronik                                                      |                                                              |               |
| ← letzter LK 1940: 00HUN-GER (M)                             | ROU-GER (M) →                                                | ROU-GER (M) → |

Im ersten Vergleich des Länderkampfjahres 1941 stand der vierte Gehwettbewerb einer deutschen Mannschaft an. Gegner waren wie in all den bisher ausgetragenen speziellen Geher-Länderkämpfen die Sportler aus Schweden. Der Wettbewerb fand wieder früh in der Saison am 25. Mai in Berlin statt. Zwei der bisherigen drei Gehwettkämpfe der beiden Länder hatten Schweden gewonnen, einen Deutschland.

## Wettbewerbe und Modus
Wie in den Jahren zuvor standen mit den Gehdistanzen über zehn und 25 Kilometer zwei Wettbewerbe auf dem Programm, in denen jeweils drei Geher pro Land antraten. Die Wertung wurde übernommen vom letzten Jahr, der Sieger erhielt sieben Punkte, der Zweite fünf, der Dritte vier Punkte usw. Der sechste Platz stand noch mit einem Punkt zu Buche.

## Ergebnis
Schwedens Geher entschieden in der Summe beide Wettbewerbe für sich. Auf der langen Distanz lag zwar ein deutscher Geher vorn, die Platzierungen seiner Landsleute reichten jedoch nicht, um in der Disziplinwertung vor Schweden zu sein. Damit gewannen Schwedens Sportler diesen Vergleich mit 25 zu 19 Punkten.

## Resultate

### 10-km-Gehen
| Platz | Athlet             | Land | Zeit (min) |
| ----- | ------------------ | ---- | ---------- |
| 1     | John Mikaelsson    | SWE  | 44:25,0    |
| 2     | Hermann Schmidt    | GER  | 45:08,6    |
| 3     | Åke Rundlöf        | SWE  | 46:23,0    |
| 4     | Peder Ekberg       | SWE  | 47:05,4    |
| 5     | Eberhard Parnemann | GER  | 47:22,0    |
| 6     | Rudolf Krüger      | GER  | 48:21,0    |

### 25-km-Gehen
| Platz | Athlet           | Land | Zeit (h)  |
| ----- | ---------------- | ---- | --------- |
| 1     | Hermann Grittner | GER  | 2:06:48,0 |
| 2     | Harry Olsson     | SWE  | 2:08:31,8 |
| 3     | Sune Carlsson    | SWE  | 2:09:44,2 |
| 4     | Friedrich Prehn  | GER  | 2:12:16,4 |
| 5     | Gösta Grandin    | SWE  | 2:13:04,0 |
| 6     | Alfred Nord      | GER  | 2:15:52,2 |